# Gettier-probleem
Een Gettier-probleem (vernoemd naar de Amerikaanse filosoof Edmund Gettier) is een casus waarin alle condities van de standaardanalyse van het concept kennis vervuld zijn, maar men toch intuïtief geneigd is niet van 'kennis' te spreken.

## Justified true belief
De justified true belief-analyse (JTB; Nederlands: verantwoorde ware overtuiging) is een antwoord op de vraag wat kennis is. Wanneer kunnen we zeggen dat iemand iets weet? Stel, er is een persoon S en een bewering p (bijvoorbeeld "Sneeuw is wit" of "De kat zit op de mat"), wanneer kunnen we nu zeggen dat "S weet dat p"? 
De JTB-analyse definieert het antwoord als volgt: Voor een persoon S en een bewering p kunnen we zeggen dat "S weet dat p" als aan de volgende voorwaarden is voldaan:
1. S heeft de overtuiging dat p
2. p is waar
3. S is verantwoord in zijn overtuiging dat p[3]

## Het Gettier-probleem
Edmund Gettier beschreef in een kort artikel enkele gevallen, waarin weliswaar de drie genoemde condities vervuld waren, maar er toch geen sprake was van kennis. Hiermee toonde hij aan dat de drie voorwaarden van de JTB-analyse wel noodzakelijke voorwaarden maar geen voldoende voorwaarden zijn om vast te stellen dat er sprake is van kennis.

### Enkele voorbeelden
- Frederik wil weten hoe laat het is en kijkt daarom op de klok, die twaalf uur aanwijst. Omdat de klok twaalf uur aanwijst, gelooft Frederik dat het twaalf uur is. Wat hij echter niet weet, is dat de klok al enkele dagen stilstaat. "Toevalligerwijs" is het echter wel twaalf uur.
- Floris rijdt over een landweggetje en ziet een aantal schuren staan. Wat hij echter niet weet, is dat het slechts façades zijn, die ten behoeve van een filmproject daar tijdelijk zijn geplaatst. "Toevalligerwijs" staan er echter wel twee echte schuren tussen.

In beide voorbeelden zijn de drie condities vervuld: de betreffende persoon heeft immers een waar geloof en een goede reden. Het probleem is echter, dat het even goed "onwaar" had kunnen zijn. De meeste mensen zullen daarom geneigd zijn te stellen, dat er geen sprake is van kennis. Want, hoewel Frederik een goede reden had om te geloven dat het twaalf uur was (immers, de klok wees dit aan) en dit ook waar bleek te zijn (toevalligerwijs) had het net zo goed "niet" twaalf uur kunnen zijn.
Volgens sommigen kan deze mogelijkheid worden uitgesloten door de formulering van een vierde conditie, die toeval of kans uitsluit. Een adequate formulering van deze vierde conditie is echter tot op heden nog niet gevonden.